# مردان قدبلند
مردان قدبلند یا مردان شجاع (انگلیسی: The Tall Men) فیلمی در ژانر وسترن به کارگردانی رائول والش است که در سال ۱۹۵۵ به نمایش درآمد.

## بازیگران
- کلارک گیبل
- جین راسل
- رابرت رایان
- کامرون میچل
- آرجنتینا برونتی
- امیل میر
- هری شانون
- می مارش
- ویل رایت
- کارل هاربا
- استیو دارل